# Велика награда Сингапура 2008.
Велика награда Сингапура 2008. године је била трка у светском шампионату Формуле 1 2008. године која се одржала на аутомобилској стази у Сингапуру, 28. септембра 2008. године.
Победник је био Фернандо Алонсо, другопласирани Нико Розберг, док је трку као трећепласирани завршио Луис Хамилтон.